# 60609 Kerryprice
60609 Kerryprice este o planetă minoră (asteroid) din centura de asteroizi. A fost descoperită pe 2 martie 2000 la Catalina Station⁠(d) de Catalina Sky Survey. 
Obiectul prezintă o orbită caracterizată de o semiaxă mare de 2,6227876698444 UAi, o excentricitate de 0,06, o înclinație de 14,3 ° în raport cu ecliptica.